# ISO 3166-2:KN
Die Liste der ISO-3166-2-Codes für  St. Kitts und Nevis enthält die Codes für die zwei Inseln und 14 Parishes der Inselgruppe St. Kitts und Nevis.

Die Codes bestehen aus zwei Teilen, die durch einen Bindestrich voneinander getrennt sind. Der erste Teil gibt den Landescode gemäß ISO 3166-1 (für  St. Kitts und Nevis KN), der zweite den Code für die Insel und den Parish wieder.
Die aktuellen Codes stehen auf der Seite der ISO unter #iso:code:3166:KN zur Verfügung.

## Kodierliste

Inseln und Parishes von St. Kitts und Nevis

### Inseln
| Staat (= Insel) | Code |
| --------------- | ---- |
| St. Kitts       | KN-K |
| Nevis           | KN-N |

### Parishes
| Parish                     | Insel | Code  |
| -------------------------- | ----- | ----- |
| Christ Church Nichola Town | K     | KN-01 |
| Saint Anne Sandy Point     | K     | KN-02 |
| Saint George Basseterre    | K     | KN-03 |
| Saint George Gingerland    | N     | KN-04 |
| Saint James Windward       | N     | KN-05 |
| Saint John Capisterre      | K     | KN-06 |
| Saint John Figtree         | N     | KN-07 |
| Saint Mary Cayon           | K     | KN-08 |
| Saint Paul Capisterre      | K     | KN-09 |
| Saint Paul Charlestown     | N     | KN-10 |
| Saint Peter Basseterre     | K     | KN-11 |
| Saint Thomas Lowland       | N     | KN-12 |
| Saint Thomas Middle Island | K     | KN-13 |
| Trinity Palmetto Point     | K     | KN-15 |